# پرتاران
پُرتاران (به انگلیسی: Polychaeta) رده‌ای از کرم‌های حلقوی عموماً دریازی هستند. هر بخش از بدن پرتاران یک جفت برآمدگی گوشتی دارد که پای‌واره نامیده می‌شود و این پای‌واره‌ها از جنس کیتین و بندبند هستند و خارهای فراوان دارند.
بیش از ۱۰ هزار گونه از پرتاران شناسایی و توصیف شده‌است. لارو آنها تروکوفور است.
در این رده کرم‌های صدفی و کرم‌های لوله‌دار شناخته شده‌ترند.
در بخش سر کرم پرتار تاج‌های بزگی از رشته‌های حسی وجود دارد. از این رو به این کرم‌ها حلقوی عجیب کرم درخت کریسمس می‌گویند